# Герб лондонського району Енфілд
Герб лондонського району Енфілд — офіційний геральдичний герб лондонського району Енфілд, наданий 15 серпня 1966 року.

Герб колишнього муніципального району Енфілд

Основною фігурою на щиті є міфологічна тварина, яка іноді використовується в геральдиці. Цього звіра називають енфілдом, що робить герб промовистим. Як і багато інших середньовічних міфологічних істот, енфілд складається з частин різних реальних тварин: він має голову лисиці, передні лапи орла, груди гончака, а решта тіла, як у лева, із задніми лапами та хвостом вовка. Енфілд також був присутній на гербі колишнього муніципального району Енфілд. Зелені, сріблясті та сині смуги за червоним енфілдом представляють Нову річку, зони Зеленого поясу та відкриті простори загалом.
Клейнод містить голову оленя з вінком із червоних троянд, що походить від щитотримачів на гербі муніципального району Саутгейт, де олень представляв ліси цього регіону, а троянди символізували герцогство Ланкастерське, відома червона троянда Ланкастерів.
У той час як щитотримач праворуч є прикутим левом із хрестом, як щитотримач на гербі колишнього муніципального району Едмонтона, що символізує мужність і рішучість, лівий щитотримач є таким самим енфілдом, як і на самому гербі.